# Yuka Kagami
Pour les articles homonymes, voir Kagami (homonymie).
Yuka Kagami (鏡 優翔, Kagami Yūka), est une lutteuse japonaise née le 14 septembre 2001.
En 2023, elle est sacrée championne du monde de lutte libre (catégorie moins de 76 kg),, et se qualifie pour les jeux olympiques d'été de 2024 à Paris, où elle remporte la médaille d'or.

## Biographie
En 2018, elle participe aux Jeux olympiques de la jeunesse où elle est le porte drapeau du Japon. Elle lutte dans la catégorie des moins de 73 kg à Buenos Aires en Argentine et obtient la médaille de bronze. Elle participe aux jeux olympiques d'été de 2024 à Paris dans la catégorie des moins de 76 kg, où elle remporte la médaille d'or face à l'américaine Kennedy Blades.

## Palmarès

### Jeux olympiques de la jeunesse
- Médaille de bronze en lutte libre dans la catégorie des moins de 73 kg en 2018 à Buenos Aires.

### Championnats du monde
- Médaille d'or en lutte libre dans la catégorie des moins de 76 kg en 2023 à Belgrade.
- Médaille de bronze en lutte libre dans la catégorie des moins de 76 kg en 2022 à Belgrade.

## Vie privée
Yuka Kagami a suivi des études de sociologie des médias et de la communication à l'université Tōyō où elle fait également partie du club de lutte. En janvier 2024, elle annonce rejoindre l'entreprise Suntory. 